# PAUL!
PAUL! een radioprogramma op de Nederlandse publieke radiozender NPO Radio 2. Het programma wordt sinds maandag 20 mei 2024 van maandag t/m donderdag tussen 14:00 en 16:00 uur uitgezonden door AVROTROS. Dit programma volgde eerder wegens de invoering van de nieuwe programmering per 5 oktober 2021, vanaf vrijdag 8 oktober 2021 het programma VrijZaZo Show op. Dit was op het zelfde tijdstip te horen met Paul Rabbering en Cielke Sijben. Wegens het vertrek per maandag 20 mei 2024 van Gijs Staverman naar de commerciële zender Radio 10, nam Rabbering namens AVROTROS het tijdslot 14:00 - 16:00 (maandag t/m donderdag) over van KRO-NCRV.
Het programma werd van 2015 tot 2017 iedere zaterdag en zondag tussen 14:00 en 16:00 uur uitgezonden door de publieke omroep KRO-NCRV van januari 2015 tot december 2016 werd het programma enkel op zondag tussen 16:00 en 18:00 uitgezonden. Het programma werd gepresenteerd door Paul Rabbering. Sinds 2017 had Rabbering het popduel overgenomen uit zijn eerdere radioshow op NPO 3FM. In tegenstelling tot de versie op NPO 3FM speelden de kandidaten tegen vrienden en eenmalig in plaats van maximaal 5 deelnames. Tevens was er een 2e ronde toegevoegd voor de winnaar van de 1e ronde. In deze ronde waren prijzen te winnen. Elke deelnemer van het popduel ontving sowieso een T-shirt.
Sinds het begin van zijn show in 2017 voegde Rabbering een aantal nieuwe rubrieken toe, zoals 'Paul zoekt het uit', waarin hij door middel van een telefoongesprek het antwoord op een veel gestelde vraag probeerde te achterhalen, en de zogenaamde 'Weekendbijdrage', waarin Rabbering iedere week vaste luisteraar en verslaggever Stijn van Nuland op pad stuurde om verslag te doen van een evenement dat op de dag van de uitzending in Nederland plaatsvond. Om zich helemaal in te leven in het evenement waar Van Nuland verslag van moest doen, kreeg hij van Rabbering vaak een gekke opdracht die hij in de uitzending moest uitvoeren.  
Aan De Slag! · Afslag Thunder Road · Aje Tho! · Annemiekes A-lunch · Blokhuis · Bureau De Wilt · Bureau Kijk in de Vegte · Corné Klijns Soul Sensations · De Staat van Stasse · De Wild in de Middag · Echt Jasper · Funky Frank's · Giel ·Gijs 2.4 · Grand Café Kranenbarg · Helemaal Haandrikman · Het Platenpaleis · Hey JP! · Holy Hits · Jan-Willem Start Op! · Licence 2 Chill · Mega Album Top 50 · Motel De Wilt · Musical Moods · Muziekcafé · On the Beat · One Night Stenders · Het oor wil ook wat · Paul! · Rabbering Laat · Rarmarmar · RickvanV doet 2 · Rinkeldekinkel · Schiffers.fm · SHAY! · Simone's Songlines · Soul Night met One'sy · Spijkers met koppen · Thank God It's Sunday · The Best of 2night · The Big Frank Show · Thijs · Tijd voor Twee · Van Inkels Choice · Verrukkelijke 15 ·  VrijZaZo Show · Vroeg op Frank · 't Wordt Nu Laat · WILDGROEI · Wout2Day · Yora en Sander, Sander en Yora